# 3M22 Zircón
El 3M22 Zircón, también deletreado como 3M22 Tsirkon (en ruso: Циркон, nombre de informe de la OTAN: SS-N-33), es un misil de crucero hipersónico antibuque propulsado por scramjet que actualmente está siendo probado por Rusia.

## Historia
El misil representa un desarrollo adicional del HELA (Hypersonic Experimental Flying Vehicle) desarrollado por NPO Mashinostroyeniya que estuvo en exhibición en la exhibición aérea de 1995 MAKS.  Mashinostroyeniya, que es una empresa gubernamental, es el fabricante.
Los prototipos fueron lanzados de prueba desde un bombardero Tu-22M3 en 2012-2013. Los lanzamientos desde una plataforma terrestre se siguieron en 2015, con el primer éxito logrado en 2016. En abril de 2017, se informó que Zircón había alcanzado una velocidad de Mach 8 (6090 mph; 9800 km/h; 2722,3 m/s) durante una prueba de vuelo. Zircón fue nuevamente probado el 3 de junio de 2017, casi un año antes de lo anunciado por los funcionarios rusos. En noviembre de 2017, el coronel general Viktor Bondarev declaró que el misil ya estaba en servicio [20]. Según se informa, se produjo otra prueba de vuelo el 10 de diciembre de 2018, durante la cual el misil demostró que podía alcanzar una velocidad de Mach 8.
El 20 de febrero de 2019, el presidente ruso Vladímir Putin declaró que el misil es capaz de acelerar hasta Mach 9 y destruir objetivos tanto marinos como terrestres a una distancia de 1000 km (540 millas náuticas; 620 millas). [10] A finales de año, el 24 de diciembre de 2019, Vladímir Putin declaró que la versión terrestre de Zircon estaba en desarrollo. 
Según el comandante en jefe de la Armada rusa Nikolai Yevmenov, en enero de 2020, Zircon todavía estaba en la fase de prueba y, a pesar de la evaluación general positiva del programa de prueba, todavía padecía las "enfermedades infantiles" (idioma ruso que significa "problemas de dentición"). Se espera que las fragatas modernizadas sean la primera plataforma en recibir el misil hipersónico, y las pruebas continuarán en paralelo con el armamento de la Armada con el misil crucero Kalibr. Yevmenov afirmó además que se espera que Zircón entre en servicio "en los próximos años". A principios de enero de 2020, Zircon fue lanzado de prueba por primera vez desde la fragata Almirante Gorshkov en el Mar de Barents, y alcanzó con éxito un objetivo terrestre en los Urales del Norte, superando la distancia de 500 km.
El 7 de octubre de 2020, el Jefe del Estado Mayor ruso, Valery Gerasimov, declaró que Zircón fue lanzado desde la fragata Almirante Gorshkov en el Mar Blanco y alcanzó con éxito un objetivo marítimo en el Mar de Barents a 450 km (280 millas) de distancia, alcanzando una velocidad de "más de Mach 8" y una altitud de 28 km (17 millas).
En diciembre de 2022 Rusia anunció que el sistema sería desplegado a partir de enero de 2023 en el Gorshkov.  Se anticipaba que Zircón sería desplegado en las fragatas hermanas del Gorshkov.